# Campionato italiano di pallacanestro femminile
Il campionato italiano di pallacanestro femminile è l'insieme delle competizioni cestistiche a carattere nazionale e regionali istituiti dalla Federazione Italiana Pallacanestro (FIP). I campionati sono suddivisi e organizzati in cinque livelli, tutti a carattere dilettantistico. La Lega Basket Femminile organizza e dirige il primo e il secondo livello del campionato rispettivamente la Serie A1 e la Serie A2. I restanti 3 livelli sono gestiti su mandato della FIP ai vari Comitati Regionali in base al numero di formazioni presenti: la Serie B; la Serie C e il campionato di Promozione.

I campionati sono organizzati in una prima fase detta Regular Season o Fase di Qualificazione composta da un girone all'italiana a doppio turno, in cui le squadre si affrontano due volte a campi invertiti. Il punteggio in classifica è così assegnato: due punti per la vittoria e nessun punto per la sconfitta. Le squadre successivamente a seconda dei vari regolamenti interni dei campionati si possono essere inserite in base al loro piazzamento in questa fase di qualificazione nei Play-off/Play-in di promozione o nei Play-out di retrocessione.

## Storia
La storia del basket in Italia è iniziata nel 1907, quando la pallacanestro, originariamente chiamata “palla al cerchio” e poi più comunemente “palla al cesto”, è stata introdotta nel nostro paese da Ida Nomi Pesciolini, professoressa senese, nel 1907 aveva istruito un gruppo di giovani ginnaste senese della Mens sana in corpore sano alla pratica di questa nuova disciplina, appresa attraverso la traduzione dall'inglese di alcuni regolamenti, provenienti dal Regno Unito, giunti a Siena per il tramite della locale comunità di sudditi di Sua Maestà, non necessariamente fedeli nei confronti di quello di Naismith, il cui debutto, appunto, era avvenuto nel 1907 alla manifestazione ginnica di Venezia, organizzata presso lo stadio militare di Sant'Elena (Arceri-Bianchini 2004; Boldrini 2008). 
La “Palla al cerchio”, quindi, era stata presentata come un “gioco ginnastico per giovinette”, ricollegandosi alla medesima suggestione che anche in Inghilterra aveva avuto, dove nel 1895 era per la prima volta approdata dagli Usa, stando alla definizione datane nel dizionario che recitava “pratica simile al calcio ove le porte sono gabbie di ferro, poste agli estremi di una palestra” da ritenersi “gioco da ragazze”.  Lo sport della palla al cerchio femminile, non diversamente dagli altri sport italiani, in questa sua   fase pionieristica, non aveva dato vita ad alcun tecnicismo nella realizzazione di strumenti ed abiti ad hoc per la pratica. Le divise delle ragazze, infatti, erano frutto di sartorie locali, non diversamente dagli altri abiti, indiretta conferma di una pratica diffusa solo tra i ceti borghesi benestanti. Inoltre lo sport al femminile era ancora lontano dal concepire una mentalità professionistica o anche solo ipotizzare la pratica sportiva come vettore di consumi. La matrice educativa ed igienica rimanevano l'elemento fondante, a cui si univa l'aspetto ludico, per una pratica, comunque, dilettantesca e generazionale, tesa a contribuire alla formazione delle future madri e mogli della patria. Lo sport, infatti, veniva visto come un'ottima propedeutica per la procreazione. La grande guerra e il contatto con le truppe americane avevano contribuito al decollo del basket come disciplina sportiva, tuttavia, privilegiandone una connotazione prettamente maschile (Teja 2015). Dopo Siena, la pallacanestro femminile aveva spostato il proprio baricentro di sviluppo al nord, tra Legnano e Como (Arceri-Bianchini 2004). Durante il ventennio fascista, infatti, si proseguì, relativamente al basket in rosa, in continuità con quanto avviatosi in età liberale.

### Dal 1920 al 1943
Nel 1924 Matilde Candiani aveva aperto una sezione di basket femminile presso la Pro Patria et Libertate di Busto Arsizio, vincendo l'Olimpiade della grazia a Montecarlo, contro francesi e cecoslovacche. Sempre nel 1924 la Federazione ginnastica atletica femminile (FIAF) aveva dato vita ad un embrionale Campionato di pallacanestro femminile FIAF 1924 competizione nazionale vinto dal Club atletico di Torino, impostosi sull'U.S. Milanese. Il primo campionato ufficiale, invece, prese il via nel 1930 con la vittoria della Triestina. Il ventennio fascista aveva visto il predominio di tre realtà cittadine: Trieste, appunto, Milano e Napoli. Interessante notare come a Milano vi fosse una pluralità di squadre cittadine, capaci di succedersi alla conquista del titolo: la Gioiosa (1932), la Canottieri (1933; 1934; 1935), l'Ambrosiana (1936; 1937;1938; 1939). Con la nascita della Serie A nella stagione 1940-41 vede trionfare per la prima volta una squadra del Sud Italia la GUF Napoli le due edizioni successive vennero vinte dal GUF Milano (1941-42) e dalla Canottieri Milano (1942-1943). Il campionato in seguito venne interrotto per lo scoppio della Seconda Guerra mondiale.

### Dal 1945 al 1980
Nel 1945 con la conclusione del conflitto bellico vi fu la ripresa del campionato che venne vinto dalla Reyer Venezia senza l'assegnazione dello scudetto data l'impossibilità della Delegazione Centro-Sud di proporre una finalista per il titolo nazionale. Solo dal 1948-49, comunque si ebbe un campionato effettivo a nove squadre. Un ruolo centrale per l'organizzazione e la gestione lo ebbe da subito la FIP. Il basket femminile, in Italia, nel secondo dopoguerra, proseguì, quindi, il percorso di ridimensionamento, in termini, di praticanti e popolarità, già avviatosi durante il ventennio fascista, assumendo un tratto elitario, sebbene per motivi diversi. Sul finire degli anni trenta era stato il venir meno della spinta propagandistica collegata ai successi internazionali della nazionale femminile. Nel 1976 nasce la Lega Femminile Pallacanestro oggi nota come Lega Basket Femminile che prende la gestione del campionato di Serie A.

### Dal 1980 a oggi
Dalla stagione 1980-1981 la Serie A viene scissa in due campioanti subordinati la Serie A1 e la Serie A2. La Serie A1 ad oggi rappresenta la massima competizione del campionato italiano di pallacanestro femminile
Evoluzione del Secondo Livello
Dal 1980 fino al 1994 la Serie A2 fino alla sua divisione nata per aumentare la competitività divenne il secondo livello del campionato. Dalla sua divisione sono nate la Serie A2 d'Eccellenza (nuovo secondo livello) e la Serie A2 (nuovo terzo livello). Dal 1998 la Serie A2 torna ad essere il secondo livello del campionato.
Evoluzione del Terzo Livello
Dal 1980 fino al 1994 la Serie B rimane il terzo livello del campionato fino alla divisione della Serie A2. Dal 1994 al 1997 la Serie A2 diventa il terzo livello fino alla riunione del campionato facendo tornare la Serie B il terzo livello. Nel 2003 nasce la Serie B d'Eccellenza nuovo terzo livello del campionato che resterà attiva fino alla stagione 2010-2011. Dopo un anno di transizione in cui si è disputata solo la Serie B unica nasce la Serie A3 organizzata dalla Lega Basket Femminile che resterà in attività fino alla stagione 2014-2015. Dal 2015 la Serie B torna ad essere il terzo livello del campionato.
Evoluzione del Quarto Livello
Dal 1980 fino al 1994 la Serie C rimane il quarto livello del campionato fino alla divisione della Serie A2. Dal 1994 al 1997 la Serie B diventa il quarto livello fino alla riunione del campionato di Serie A2 facendo tornare la Serie C' il quarto livello. Nel 2003 con la divisione della Serie B nasce la Serie B Regionale nuovo quarto livello del campionato che resterà attiva fino alla stagione 2010-2011. Con la chiusura della Serie A3 nel 2015 la Serie C torna ad essere il quarto livello del campionato.
|             | Situazione dal 1980 al 1994                 | Situazione dal 1994 al 1998                        | Situazione dal 1998 al 2003                 | Situazione dal 2003 al 2011                              | Situazione dal 2011 al 2012                 | Situazione dal 2012 al 2015                  | Situazione dal 2015                         |
| I livello   | LBF Serie A1 Nazionale a girone unico       | LBF Serie A1 Nazionale a girone unico              | LBF Serie A1 Nazionale a girone unico       | LBF Serie A1 Nazionale a girone unico                    | LBF Serie A1 Nazionale a girone unico       | LBF Serie A1 Nazionale a girone unico        | LBF Serie A1 Nazionale a girone unico       |
| II livello  | LBF Serie A2 Nazionale a gironi singoli     | LBF Serie A2 d'Eccellenza Nazionale a girone unico | LBF Serie A2 Nazionale a gironi singoli     | LBF Serie A2 Nazionale a gironi singoli                  | LBF Serie A2 Nazionale a gironi singoli     | LBF Serie A2 Nazionale a gironi singoli      | LBF Serie A2 Nazionale a gironi singoli     |
| III livello | FIP Serie B Interregionale a gironi singoli | LBF Serie A2 Interregionale a gironi singoli       | FIP Serie B Interregionale a gironi singoli | FIP Serie B d'Eccellenza Interregionale a gironi singoli | FIP Serie B Interregionale a gironi singoli | LBF Serie A3 Interregionale a gironi singoli | FIP Serie B Interregionale a gironi singoli |
| IV livello  | FIP Serie C Regionale a gironi singoli      | FIP Serie B Regionale a gironi singoli             | FIP Serie C Regionale a gironi singoli      | FIP Serie B Regionale Interregionale a gironi singoli    | FIP Serie C Regionale a gironi singoli      | FIP Serie B Regionale a gironi singoli       | FIP Serie C Regionale a gironi singoli      |
| V livello   | FIP Promozione Regionale a gironi singoli   | FIP Serie C Regionale a gironi singoli             | FIP Promozione Regionale a gironi singoli   | FIP Serie C Regionale a gironi singoli                   | FIP Promozione Regionale a gironi singoli   | FIP Serie C Regionale a gironi singoli       | FIP Promozione Regionale a gironi singoli   |
| VI livello  |                                             | FIP Promozione Regionale a gironi singoli          |                                             | FIP Promozione Regionale a gironi singoli                |                                             | FIP Promozione Regionale a gironi singoli    |                                             |

## Struttura del campionato

### Tornei della Lega Basket Femminile
Serie A1 

Massima serie del campionato femminile organizzato dalla Lega Basket Femminile.  
La competizione si è chiamata Serie A fino al 1980, anno in cui si è divisa in A1 e A2. La formula del girone unico non è stata la regola fissa. Si è iniziato solo nel 1948-49 con nove squadre, con varie interruzioni (1960-1962, 1976-1986, 2004). Dal 1976 al 1986 il campionato è stato addirittura diviso in due fasi distinte, mentre dal 1986-87 si è ritornati al girone unico con la coda di play-off e, successivamente, play-out.
 Serie A2 

Seconda divisione del campionato femminile anch'essa organizzata dalla Lega Basket Femminile. La competizione nasce nel 1980, con una suddivisione in due gironi. Promozioni e retrocessioni sono regolate tramite play-off e play-out, così come per la Serie A3 che, nata nel 2012, ha preso il posto della Serie B d'Eccellenza, dopo la stagione 2011-2012 in cui si è disputata solo la Serie B unica. Nel 2015 la Serie A3 è stata soppressa.

### Tornei Regionali della FIP
Serie B 

Primo livello a carattere regionale e gestito direttamente dai comitati regionali FIP che organizzato la competizione all'interno del proprio territorio di pertinenza. Le regioni che presentano tale competizione sono: Campania (2 Gironi); Emilia Romagna (2 Gironi); Lazio; Lombardia; Piemonte; Sardegna; Sicilia; Toscana; Umbria; Veneto.
 Serie C 

Secondo livello a carattere regionale e gestito direttamente dai comitati regionali FIP che organizzato la competizione all'interno del proprio territorio di pertinenza. Le regioni che presentano tale competizione sono: Campania; Emilia Romagna (2 Gironi); Friuli Venezia Giulia; Lazio (2 Gironi); Liguria; Lombardia (4 Gironi); Piemonte (2 Gironi); Puglia; Sicilia; Toscana; Umbria; Veneto.
 Promozione 

Terzo e ultimo livello a carattere regionale e gestito direttamente dai comitati regionali FIP che organizzato la competizione all'interno del proprio territorio di pertinenza. Le regioni che presentano tale competizione sono: Lombardia (4 Gironi); Toscana; Trentino Alto Adige; Veneto (2 Gironi).

## Campionati Giovanili
I Campionati Giovanili FIP (sia maschili e femminili) sono divisi in Regionali Élite ed Eccellenza (girone unico costituito dalle squadre migliori) divisi in età: Under 13, Under 14,Under 15, Under 17, Under 19.
I Campionati Giovanili sono organizzati in quattro fasi:
- Qualificazioni: organizzate dalle sezioni provinciali, vedono tutte le squadre iscritte scontrarsi tra loro, divise in molti gironi creati su base territoriale
- Secondo turno: diviso in fase Gold e Silver e organizzato dalla sezione regionale, che vede dividersi in due minicampionati le migliori di ciascun girone
- Finali regionali: fase finale organizzata dalla sezione regionale, che vede scontrarsi le prime dei gironi Gold. C'è anche una fase finale delle migliori della fase Silver
- Finali nazionali: gestite dalla federazione nazionale e organizzate dalle sezioni provinciali scelte ogni anno per ospitare le sfide più belle tra le squadre giovanili migliori d'Italia

## Piramide attuale
| Livello | Livello | Serie                                              | Serie                                              | Serie                                              | Serie                                              | Serie                                              | Serie                                              | Serie                                              | Serie                                              | Serie                                              | Serie                                              | Serie                                              | Serie                                              | Serie                                              | Serie                                              | Serie                                              | Serie                                              |
| ------- | ------- | -------------------------------------------------- | -------------------------------------------------- | -------------------------------------------------- | -------------------------------------------------- | -------------------------------------------------- | -------------------------------------------------- | -------------------------------------------------- | -------------------------------------------------- | -------------------------------------------------- | -------------------------------------------------- | -------------------------------------------------- | -------------------------------------------------- | -------------------------------------------------- | -------------------------------------------------- | -------------------------------------------------- | -------------------------------------------------- |
| Dil-1   | Dil-1   | Lega Basket Femminile Serie A1 11 squadre          | Lega Basket Femminile Serie A1 11 squadre          | Lega Basket Femminile Serie A1 11 squadre          | Lega Basket Femminile Serie A1 11 squadre          | Lega Basket Femminile Serie A1 11 squadre          | Lega Basket Femminile Serie A1 11 squadre          | Lega Basket Femminile Serie A1 11 squadre          | Lega Basket Femminile Serie A1 11 squadre          | Lega Basket Femminile Serie A1 11 squadre          | Lega Basket Femminile Serie A1 11 squadre          | Lega Basket Femminile Serie A1 11 squadre          | Lega Basket Femminile Serie A1 11 squadre          | Lega Basket Femminile Serie A1 11 squadre          | Lega Basket Femminile Serie A1 11 squadre          | Lega Basket Femminile Serie A1 11 squadre          | Lega Basket Femminile Serie A1 11 squadre          |
| Dil-2   | Dil-2   | Lega Basket Femminile Serie A2 girone A 14 squadre | Lega Basket Femminile Serie A2 girone A 14 squadre | Lega Basket Femminile Serie A2 girone A 14 squadre | Lega Basket Femminile Serie A2 girone A 14 squadre | Lega Basket Femminile Serie A2 girone A 14 squadre | Lega Basket Femminile Serie A2 girone A 14 squadre | Lega Basket Femminile Serie A2 girone A 14 squadre | Lega Basket Femminile Serie A2 girone A 14 squadre | Lega Basket Femminile Serie A2 girone B 14 squadre | Lega Basket Femminile Serie A2 girone B 14 squadre | Lega Basket Femminile Serie A2 girone B 14 squadre | Lega Basket Femminile Serie A2 girone B 14 squadre | Lega Basket Femminile Serie A2 girone B 14 squadre | Lega Basket Femminile Serie A2 girone B 14 squadre | Lega Basket Femminile Serie A2 girone B 14 squadre | Lega Basket Femminile Serie A2 girone B 14 squadre |
| Dil-3   | Dil-3   | Serie B 11 gironi regionali                        | Serie B 11 gironi regionali                        | Serie B 11 gironi regionali                        | Serie B 11 gironi regionali                        | Serie B 11 gironi regionali                        | Serie B 11 gironi regionali                        | Serie B 11 gironi regionali                        | Serie B 11 gironi regionali                        | Serie B 11 gironi regionali                        | Serie B 11 gironi regionali                        | Serie B 11 gironi regionali                        | Serie B 11 gironi regionali                        | Serie B 11 gironi regionali                        | Serie B 11 gironi regionali                        | Serie B 11 gironi regionali                        | Serie B 11 gironi regionali                        |
| Dil-4   | Dil-4   | Serie C 18 gironi regionali                        | Serie C 18 gironi regionali                        | Serie C 18 gironi regionali                        | Serie C 18 gironi regionali                        | Serie C 18 gironi regionali                        | Serie C 18 gironi regionali                        | Serie C 18 gironi regionali                        | Serie C 18 gironi regionali                        | Serie C 18 gironi regionali                        | Serie C 18 gironi regionali                        | Serie C 18 gironi regionali                        | Serie C 18 gironi regionali                        | Serie C 18 gironi regionali                        | Serie C 18 gironi regionali                        | Serie C 18 gironi regionali                        | Serie C 18 gironi regionali                        |
| Dil-5   | Dil-5   | Promozione 8 gironi regionali                      | Promozione 8 gironi regionali                      | Promozione 8 gironi regionali                      | Promozione 8 gironi regionali                      | Promozione 8 gironi regionali                      | Promozione 8 gironi regionali                      | Promozione 8 gironi regionali                      | Promozione 8 gironi regionali                      | Promozione 8 gironi regionali                      | Promozione 8 gironi regionali                      | Promozione 8 gironi regionali                      | Promozione 8 gironi regionali                      | Promozione 8 gironi regionali                      | Promozione 8 gironi regionali                      | Promozione 8 gironi regionali                      | Promozione 8 gironi regionali                      |

## Campionati Regionali
| Regione               | Serie B | Serie C | Promozione | Totale Campionati Regionali |
| --------------------- | ------- | ------- | ---------- | --------------------------- |
| Campania              | 2       | 1       | -          | 3                           |
| Emilia-Romagna        | 1       | 3       | -          | 4                           |
| Friuli-Venezia Giulia | -       | 1       | -          | 1                           |
| Lazio                 | 1       | 2       | -          | 3                           |
| Liguria               | -       | 1       | -          | 1                           |
| Lombardia             | 1       | 2       | 5          | 8                           |
| Piemonte              | 2       | 2       | -          | 4                           |
| Puglia                | -       | 1       | -          | 1                           |
| Sardegna              | 1       | -       | -          | 1                           |
| Sicilia               | 1       | 2       | -          | 3                           |
| Toscana               | 1       | 1       | 1          | 3                           |
| Umbria                | -       | 1       | -          | 1                           |
| Veneto                | 1       | 1       | 2          | 4                           |
| Totali                | 11      | 18      | 8          | 37                          |

## Qualificazioni alle coppe europee

### Eurolega Femminile
L'EuroLeague Women prevede 16 squadre partecipanti, nel primo turno vengono divise in due gironi. Le prime quattro classificate di ogni girone accedono ai quarti di finale. Le vincenti dei quarti di finale si qualificano alle Final Four, da dove uscirà la squadra vincente. Si qualificano a tale competizione la prima e la seconda classificata nel campionato di Serie A1.

### EuroCup Women
L'EuroCup Women prevede 32 squadre partecipanti (48 fino alla stagione 2009-2010, 36 nella stagione 2010-2011). Nel primo turno vengono divise in otto gironi. Le prime due classificate di ogni girone passano agli ottavi di finale. Le vincenti dei quarti di finale vanno alle semifinali, da dove usciranno le finaliste che si contenderanno il titolo con partite di andata - ritorno. Il campionato di Serie A1 può contare sulla partecipazione in base al suo Ranking di 4 formazioni. 